# Cheirostylis orobanchoides
Cheirostylis orobanchoides är en orkidéart som först beskrevs av Ferdinand von Mueller, och fick sitt nu gällande namn av David Lloyd Jones och Mark Alwin Clements. Cheirostylis orobanchoides ingår i släktet Cheirostylis och familjen orkidéer. Inga underarter finns listade i Catalogue of Life.